# 宇佐美あおい
宇佐美 あおい（うさみ あおい、1986年9月5日 - ）は、フリーの女性モデル、元レースクイーン。東京都出身。アイズに所属していた。

## 人物
- 趣味は裁縫、ネイル[1]、日本舞踊[3]、モータースポーツ、バドミントン[5]。
- MT普通免許、大型2輪の資格を持っている[1][5]。
- 好きな食べ物は、果物、ネバネバ系[1]
- 嫌いな食べ物は、生クリーム、卵のキミ、あんこ[1]
- 好きな映画は、「ヱヴァンゲリヲン新劇場版:破」、「グリーンマイル」[1]
- 好きな車は、「ロータス・エキシージ GT-R　SLK」[1]
- 中高一貫の私立女子校に通い女子大に進む。在学中はアパレルショップ店員のアルバイトをしていた[6]。
- 実家は花屋で弟（5歳下[7]）がいる。
- レースクイーンを引退後、モータースポーツ活動に取り組んでおり、2015年現在は秋葉原のレーシングシミュレーターショップ『D.D.R』でフロアマネージャーをしている[8]。
- 同い年のレースクイーンだった高橋千咲姫を憧れとしており、一緒に仕事したこともある[9]。

## 活動履歴

### レースクイーン

#### 主な活動
- 2009〜2014年 WITH ME professional racing team WITH ME GAL
- 2010〜2013年 スーパー耐久 岡部自動車 T-MAN oil GAL
- 2012年 SUPER GT Hitotsuyama Racing Racer Link Lady[10]

#### その他の活動
- マカオGP2012
- GTアジア2013
- D1
- F3

### モデル
- 2007年 東京ゲームショウ2007 テクモステージアシスト
- 2007年 東京モーターショー2007 イクリプスステージモデル
- 2009年 東京モーターショー2009　TOKYO FMステージアシスト
- 2010年 東京モーターサイクルショー2010　内外出版WITH MEブース
- 2011年 東京モーターショー2011　フォルクスワーゲンモデルコンパニオン
- 2011年 東京ゲームショウ2011　アークシステムワークスコスプレモデル
- 2011年 東京オートサロン2011　Kleers車両横立ち
- 2012年 東京ゲームショウ2012　アークシステムワークスコスプレモデル
- 2012年 東京モーターサイクルショー2012 Meglliモデル兼MC
- 2012年 東京オートサロン2012 GOOD YEARステージモデル
- 2012年 ニコニコ超会議2 HEIWA戦国乙女 織田信長役
- 2013年 東京モーターサイクルショーMeglliモデル兼MC
- 2013年 東京モーターショー2013 フォルクスワーゲン モデル
- 2014年 TOYOTAドッグサークル　モデル

### 雑誌
- BIG MACHINE表紙モデル
- ギャルズパラダイス[2010〜2013]
- ゼクシィ
- KERA
- にっこり増刊号
- 東京ウォーカー イクリプスドライブ

### ラウンドガール
- DEEPラウンドガール - 2008〜2011

### 動画配信
- MOTOR STATION TV(YouTube)
- car'X